# Rochdale Association Football Club
Pour les articles homonymes, voir Rochdale (homonymie).
Maillots
Actualités
Le Rochdale Football Club est un club anglais de football basé à Rochdale. Le club évolue depuis la saison 2023-2024 en National League  (cinquième division anglaise).

## Repères historiques
- Fondé en 1907, le club adopte un statut professionnel dès sa fondation et rejoint la League en 1921 (Division 3-Nord).
- À l'issue de la saison 2017-18, il est relégué au EFL League Two.
- À l'issue de la saison 2020-21, le club est relégué en EFL League Two (quatrième division anglaise).
- À l'issue de la saison 2022-23, le club est relégué en National League (cinquième division anglaise).

## Palmarès
- Vice-champion d'Angleterre D3-Nord : 1924, 1927
- Finaliste de la League Cup : 1962

## Personnalités du club

### Entraîneurs
- 1960-1967 :  Tony Collins (premier entraîneur noir en Football League)

### Anciens joueurs
- Derek Parlane
- Simon Davies
- Tony Ford
- Billy Hampson
- Lee Crooks
- / Reuben Noble-Lazarus
- Tony Collins
- John Pemberton
- Neil Redfearn